# Уза (притока Сури)
Уза — річка у центрі Європейської частини Росії, протікає територією Пензенської та Саратовської області, ліва притока річки Сури. Належить до водного басейну річки Волги → Каспійського моря.

## Гідронім
Назва річки походить від мордовського — «уж», «уз» («рукав») та усія («затока»). У місцевих татар слово «узан» («русло»), «уз» («долина»), марійською «укш» («гілка», «сук»).

## Географія
Уза протікає в межах Приволзької височини. Бере свій початок у Базарно-Карабулакському районі Саратовської області, за 6 км на північ від селища Хватовка. Річка Уза звивиста, швидка, сильно розмиває береги. Русло її складено піщаними наносами та частково гальковими перекатами. Протікає по горбистій, сильно пересіченій ярами та балками місцевості. Береги підносяться на 50-100 метрів. Правий беріг річки дуже крутий, у порівнянні, з пологим лівим. Впадає у Сурське водосховище за 1 км на захід від селища Шемишейка Шемишейського району Пензенської області. Береги річки багаті лісами, ярами та заплавними озерами.
Довжина Узи — 188 км (з них 126 км в Пензенській області), площа водозбірного басейну — 5440 км. Ширина русла в середній течії у межень становить від 10 до 25 м, у повінь до 100 м.
Живлення переважно снігове. Середньорічна витрата води, у 38 км від гирла, — 2,1 м³/с. Замерзає в кінці листопада на початку грудня, розкривається в квітні. 
Вода в річці за хімічним складом відноситься до гідрокарбонатного класу та кальцієвої групі. Мінералізація води змінюється від 500 мг/л у межень, до 200 мг/л під час повені. Використовується як джерело  водопостачання. 
У річці водиться сом, сазан, плотва, білизна, судак, язь, йорж, лящ, окунь.

## Притоки
Ліві: Чернавка, Березовка, Арбузовка, Липовка, Долгобазан, Вершаут, Верхозимка, Норка, Вежняньга. 
Праві: Грязнуха, Шняєва, Ключі, Кашкамяк, Суляєвка, Чумаевка, Єлшанка, Аряш, Пиксанка, Армієвка, Черекай, Недаєвка.